# Архиепархия Калабара
Архиепархия Калабара (лат. Archidioecesis Calabarensis) — архиепархия Римско-Католической церкви c центром в городе Калабар, Нигерия. В митрополию Калабара входят епархии Икот-Экпене, Огоджи, Порт-Харкорта, Уйо. Кафедральным собором  архиепархии Калабара является собор Святого Иосифа.

## История
9 июля 1934 года Святой Престол учредил апостольскую префектуру Калабара, выделив её из апостольского викариата Южной Нигерии (сегодня — архиепархия Оничи).   
13 марта 1938 года апостольская префектура Калабара передала часть своей территории для возведения новой апостольской префектуры Огоджи (сегодня — епархия Огоджи).
18 апреля 1950 года Римский папа Пий XII издал буллу Laeto accepimus, которой преобразовал апостольскую префектуру Калабара в епархию. В этот же день епархия Калабара вошла в митрополию Оничи. 
1 марта 1963 года и 4 июля 1989 года епархия Калабара передала часть своей территории новым епархиям Икот-Еккене и Уйо. 
26 марта 1994 года Римский папа Иоанн Павел II издал буллу Laetis captis, которой возвёл епархию Калабара в ранг архиепархии.

## Ординарии архиепархии
- епископ James Moynagh SPS (1934 — 1970);
- епископ Brian David Usanga (1970 — 1994);
- архиепископ Brian David Usanga (1994 — 2003);
- архиепископ Joseph Edra Ukpo (17.12.2003 — 2.02.2013);
- архиепископ Joseph Effiong Ekuwem (2.02.2013 — по настоящее время).

## Источник
- Annuario Pontificio, Libreria Editrice Vaticana, Città del Vaticano, 2003, ISBN 88-209-7422-3
- Бреве Ad enascentis Архивная копия от 5 октября 2018 на Wayback Machine, AAS 27 (1935), стр. 323  (лат.)
- Булла Solet Apostolica Архивная копия от 13 августа 2019 на Wayback Machine, AAS 39 (1947), стр. 605  (лат.)
- Бреве Laeto accepimus Архивная копия от 27 марта 2010 на Wayback Machine, AAS 42 (1950), стр. 615  (лат.)
- Булла Laetis captis Архивная копия от 17 мая 2014 на Wayback Machine  (лат.)